# Georg Monthan
Georg Monthan, född 1702, död augusti 1736, var en svensk häradshövding.

## Biografi
Georg Monthan föddes 1702. Han arbetade som häradshövding och avled 1736.

### Familj
Monthan gifte sig 28 september 1729 med Johann Maria Haumbler (1712–1775), dotter till assessorn Johan Haumbler och Sara Hedvig Stubbe. Efter Monthans död gifte hon om sig med häradshövdingen Elias Wettercrona.